# Geração Brasil
Geração Brasil é uma telenovela brasileira produzida e exibida pela TV Globo de 5 de maio a 31 de outubro de 2014, em 147 capítulos. Substituiu Além do Horizonte e foi substituída por Alto Astral, sendo a 84ª "novela das sete" exibida pela emissora.
Escrita por Filipe Miguez e Izabel de Oliveira, com a colaboração de Daisy Chaves, Isabel Muniz, João Brandão, Lais Mendes Pimentel, Paula Amaral e Sérgio Marques, teve direção de Allan Fiterman, Thiago Teitelroit, Oscar Francisco e Giovanna Machline. A direção geral foi de Maria de Médicis, Natália Grimberg e Denise Saraceni, também diretora de núcleo.
Contou com Murilo Benício, Cláudia Abreu, Taís Araújo, Ricardo Tozzi, Renata Sorrah, Luís Miranda, Lázaro Ramos e Isabelle Drummond .

## Enredo
No mítico Vale do Silício, Califórnia, mora o famoso Jonas Marra (Murilo Benício). Gênio da computação e dos negócios , deixou o Brasil ainda muito jovem em busca de investimentos para o seu invento: o “Brow”, computador de baixo custo que, no início dos anos 90, revolucionou o mercado da informática mundial. Nos Estados Unidos da América, a terra das oportunidades, Jonas, com sua indiscutível inteligência e seu tino comercial, criou a Marra Corporation, empresa de tecnologia que em dois anos já era referência no mundo inteiro. Ao casar com Pamela Parker (Cláudia Abreu), queridinha da América e herdeira do maior canal de TV do país, Jonas Marra chegou ao topo do sucesso. Os Parker-Marra viraram então o "casal 20" dos Estados Unidos. Mas trabalham duro para manter longe de confusão sua filha, a “princesinha” Megan (Isabelle Drummond). Entregue às aventuras da juventude, a moça vive estampando as revistas em matérias polêmicas.
Tão emblemático quanto Steve Jobs e Bill Gates, o trono de Jonas Marra nunca havia sido questionado. Até que um dia, apontando a necessidade de "oxigenar" o mercado com alguém mais novo, os acionistas da Marra resolvem sugerir sua aposentadoria. Irredutível, Jonas, do alto de seus 42 anos de expertise, planeja uma radical manobra e anuncia uma decisão bombástica: vai transferir a sede da Marra para o Brasil. A decisão é manchete nos jornais de todo o mundo. Mas causa frisson principalmente no Brasil, depois de Jonas revelar mais uma novidade: o gênio da engenharia digital irá buscar em seu país natal o seu sucessor. Enquanto isso, no Rio de Janeiro, o jovem Davi (Humberto Carrão) dá duro para emplacar seu projeto. Assim como Jonas, é de origem humilde e pensa que o acesso à informação deve ser democratizado. Assim, ele cria o “Junior”, computador destinado ao ensino das técnicas de programação. Toda a inspiração para o invento vem da Plugar, ONG dedicada à inclusão digital de crianças carentes, situada na Gambiarra, bairro da Zona Oeste carioca. Na Plugar, Davi teve seu primeiro contato com um computador, descobrindo-se um autodidata da computação.
Desde então, trocou a cadeira pelo quadro e ensina às crianças o “bê-á-bá” da programação, oportunidade que dificilmente teriam sem a iniciativa de Herval, idealizador da ONG. No Recife, em busca dos chamados “anjos”, Davi bota o “Junior” na mochila e agarra a chance de apresentá-lo aos investidores. Na chegada ao “Recife Digital” Davi conhecerá Manu (Chandelly Braz), bela recifense, fera em informática e games. É no mundo dos jogos que os dois ficarão mais próximos do que imaginam. Atrás de seus avatares e nicknames, se impressionarão com as habilidades do adversário, sem imaginar quem está do outro lado da tela.
Os dois ficarão bem próximos quando forem selecionados para participar do concurso Marra Brasil. Com mais doze jovens, Davi e Manu passarão pelos mais diversos desafios tecnológicos, tendo que provar a Jonas suas capacidades. No embate final, Manu e Davi têm que se enfrentar na criação de um aplicativo genial. Quebrando regras e a esta altura já apaixonados, os dois apresentam um único projeto, botando Jonas contra a parede: ou contrata os dois, ou ambos caem fora.
Irado com a manipulação e admirado com a capacidade da dupla, Jonas propõe um desafio extra: os dois terão que fazer o aplicativo bombar no curto espaço de tempo até a finalíssima. O grande conselheiro e braço direito de Jonas é o guru pop e reprogramador mental Brian Benson (Lázaro Ramos), que já namorou diversas celebridades e é o criador da fundação Regenera. Ele ficará do lado do chefe e melhor amigos quando este conhecer Verônica (Taís Araújo), uma jornalista que precisou largar a profissão para se dedicar ao filho. Quando se conhecem em uma feira de tecnologia no Brasil, acaba "rolando um clima" entre os dois. Além do desafio de encontrar um gênio e reencontrar a família, Jonas ainda terá que abrir mão de muita coisa - inclusive de Pâmela - se quiser viver o amor com Verônica.

## Elenco
| Intérprete              | Personagem                                                             |
| ----------------------- | ---------------------------------------------------------------------- |
| Murilo Benício          | Jonas Pacheco Marra                                                    |
| Cláudia Abreu           | Pamela Parker-Marra                                                    |
| Taís Araújo             | Verônica Monteiro Marra/Veruska (prima da Veronica no último capítulo) |
| Humberto Carrão         | Davi Reis / Davi Marra Schmidt (Golias)                                |
| Chandelly Braz          | Manuela Yanes (Manu/Maya)                                              |
| Isabelle Drummond       | Megan Lily Parker-Marra                                                |
| Ricardo Tozzi           | Herval Domingues / Luís Edmundo Diniz (Led)                            |
| Renata Sorrah           | Gláucia Beatriz Pacheco Marra                                          |
| Dudu Azevedo            | Arthur Nigri (Tuca)                                                    |
| Felipe Abib             | Ernesto Avelar                                                         |
| Lázaro Ramos            | Brian Roberto Benson                                                   |
| Elisa Pinheiro          | Lara Avelar                                                            |
| Miguel Roncato          | Danilo Pinto Marra                                                     |
| Luís Miranda            | Dorothy Benson                                                         |
| Leandro Hassum          | Haroldo Barata Filho (Barata)                                          |
| Rodrigo Pandolfo        | Shin-Soo                                                               |
| Rodrigo Pandolfo        | Chang-Soo                                                              |
| Luís Carlos Miele       | Jack Parker                                                            |
| Luiz Henrique Nogueira  | Sílvio Pacheco Marra                                                   |
| Titina Medeiros         | Marisa Pinto Marra                                                     |
| Gisele Fróes            | Rita de Cássia Ferreira                                                |
| Luiz Carlos Vasconcelos | Frederico Yanes (Fred)                                                 |
| Valentina Bandeira      | Danusa Pinto Marra                                                     |
| Johnny Hooker           | Thales Salgado                                                         |
| Flávio Pardal           | Bóris Roma                                                             |
| Mônica Torres           | Susana Avelar                                                          |
| Aracy Balabanian        | Iracema Avelar                                                         |
| Marcello Airoldi        | Elias Avelar                                                           |
| André Gonçalves         | Mário Aparecido dos Santos (Cidão)                                     |
| Nando Cunha             | Dante Ferreira                                                         |
| Samuel Vieira           | Igor Yanes                                                             |
| Julia Konrad            | Janaína Lima (Jana)                                                    |
| Max Lima                | Vicente Monteiro                                                       |
| Ana Terra Blanco        | Luene Michelle Almeida (Lu' N)                                         |
| Débora Lamm             | Edna Bentes                                                            |
| Bernardo Marinho        | Vander Gleidson Soares                                                 |
| Theodoro Cochrane       | Gaspar Cardoso                                                         |
| Arlindo Lopes           | Devendra Ananda (Murphy)                                               |
| Ellen Rocche            | Ludmila Santini                                                        |
| Dan Ferreira            | Matias Ferreira                                                        |
| Fagundes Emanuel        | Ubirajara Soares Filho (Mosca)                                         |
| Jéssica Ellen           | Alice Sampaio                                                          |
| Juliana Martins         | Joana Sá (Jojô)                                                        |
| Cláudio Mendes          | Leonel Moreira                                                         |
| Dja Marthins            | Olinda Cardoso (Dona Olinda)                                           |
| Bel Wilker              | Evangelina Rosa                                                        |
| Marília Martins         | Débora Valente                                                         |
| Nado Grimberg           | Pereira (Tommy Lee)                                                    |
| Susana Ribeiro          | Sandra Schmidt                                                         |
| Andréa Dantas           | Valdeci Soares                                                         |
| David Junior            | Antônio Tonhão (Will Smith)                                            |
| Fabio Neppo             | Ubirajara Soares (Bira)                                                |
| Antônio Fragoso         | Edmilson Rocha                                                         |
| Thiago de Los Reyes     | Zac Vírus                                                              |
| Pedro Inoue             | Fabrício Zafferano                                                     |
| Laura Prado             | Tatiana Furtado                                                        |
| Larissa Murai           | Hana Massuda                                                           |
| Gabriel Palhares        | Tomás Avelar                                                           |
| Gustavo Henzel          | Adriano Almeida                                                        |
| Manuela Simões          | Dora                                                                   |
| Mitsu Kuzume            | Hélio Miúra                                                            |

### Participações especiais
| Intérprete        | Personagem                          |
| ----------------- | ----------------------------------- |
| Joaquim Lopes     | Domênico Navarro                    |
| Fiuk              | Alex Torres                         |
| Débora Nascimento | Maria Carlota Valdéz Vergara Torres |
| Oscar Magrini     | Aroeira                             |
| Lady Francisco    | Madalena (Madá)                     |
| Daisy Lúcidi      | Marlene                             |
| Grazi Massafera   | Jéssica Malta                       |
| Gustavo Gasparani | Pedro Marra                         |
| Hubert            | Jesus Hernandez                     |
| Marcius Melhem    | Gino D’Agostino                     |
| Rafael Infante    | Rafael                              |
| Rosi Campos       | Rosa                                |
| Bel Kutner        | Drª. Karine                         |
| Betina Vianny     | Irmã Francisca                      |
| Emílio de Mello   | Prof. Fernando                      |
| Matheus Pinto     | Eliéser                             |
| Tuninho Menucci   | Vesgo                               |
| Bruno Doubex      | Dr. Breno                           |
| Ney Matogrosso    | Ele mesmo                           |
| Fernanda Souza    | Ela mesma                           |
| Thiaguinho        | Ele mesmo                           |
| Angélica          | Ela mesma                           |
| Luciano Huck      | Ele mesmo                           |
| Fátima Bernardes  | Ela mesma                           |
| Bruno Mazzeo      | Ele mesmo                           |
| Carlinhos Brown   | Ele mesmo                           |
| Lucinha Araújo    | Ela mesma                           |

## Produção
Geração Brasil foi a segunda novela escrita pela dupla de roteiristas Filipe Miguez e Izabel de Oliveira, após Cheias de Charme.

### Gravações
A novela tem cenas gravadas em São Francisco, Monterey e no Vale do Silício, localizados no estado norte-americano da Califórnia; bem como nas cidades brasileiras do Recife, do Rio de Janeiro e de São Paulo. Na Califórnia, cerca de trinta atores iniciaram as gravações da trama (entre eles nomes como Murilo Benício, Cláudia Abreu, Isabelle Drummond, Chandelly Braz, Lázaro Ramos, Luis Miranda, Luís Carlos Miele, Rodrigo Pandolfo e Débora Nascimento), além de ter gravado cenas aéreas. Os atores voltaram para o Brasil no dia 29 de março de 2014, após algumas semanas de gravações.
O núcleo do Recife teve os atores pernambucanos Chandelly Braz, Samuel Vieira, Júlia Konrad e Johnny Hooker além do ator paraibano Luiz Carlos Vasconcelos. Samuel Vieira, Júlia Konrad e Johnny Hooker, que também são músicos na vida real, formam uma banda musical na trama. Humberto Carrão e Joaquim Lopes também gravaram cenas na cidade. Na capital pernambucana, a novela passou, entre outras locações, pelo Porto Digital, referência do mercado de tecnologia brasileiro, e no Rio de Janeiro, atores como Humberto Carrão e Taís Araújo iniciaram gravações externas. A maior parte da novela foi gravada nos estúdios do Projac, na capital fluminense.
A diretora Maria de Médicis deixou a direção da novela, para se dedicar à direção de Babilônia. Maria foi substituída por Natália Grimberg e pela diretora de núcleo da novela, Denise Saraceni.

### Escolha do elenco
Nanda Costa, recém saída de Salve Jorge, foi cotada para interpretar Manuela, a protagonista da trama. No entanto, foi substituída por Chandelly Braz.

## Exibição
A exibição da novela coincidiu com a Copa de 2014 no Brasil. Por isso houve alguns choques de horário, fazendo com que a trama não fosse exibida por completo entre 13 e 21 de junho de 2014. No lugar, foram exibidas pílulas de 3 minutos com algumas cenas da novela.

### Outras Mídias
Em 19 de agosto de 2024, foi disponibilizada pelo Globoplay como parte do Projeto Originalidade, com a atualização para o formato de exibição original; com o formato de imagem restaurado em Full HD, além de aberturas, vinhetas de intervalo e encerramento originais.

### Exibição internacional
| País                 | Canal         | Título local    | Estreia                 | Final                   | Horário semanal  | Hora       | Ref     |
| -------------------- | ------------- | --------------- | ----------------------- | ----------------------- | ---------------- | ---------- | ------- |
| Brasil               | TV Globo      | Geração Brasil  | 5 de maio de 2014       | 31 de outubro de 2014   | Segunda a Sábado | 19:30      | —       |
| São Tomé e Príncipe  | TVS           | Geração Brasil  | 12 de maio de 2014      | 7 de novembro de 2014   | Segunda a Sábado | 19:00      | —       |
| Canadá               | OMNI          | Geração Brasil  | 20 de outubro de 2015   | 14 de março de 2016     | Segunda a Sexta  | 21:00      | —       |
| República Dominicana | Antena Latina | Hombre Nuevo    | 5 de novembro de 2015   | 1º de abril de 2016     | Segunda a Sexta  | 22:00      | [ 114 ] |
| Coreia do Sul        | TeleNovela    | 나우 제너레이션 | 1º de fevereiro de 2016 | 5 de outubro de 2016    | Segunda a Quarta | 10:00      | [ 115 ] |
| Bolívia              | Red PAT       | Hombre Nuevo    | 9 de maio de 2016       | 16 de setembro de 2016  | Segunda a Sexta  | 14:00      | [ 116 ] |
| Honduras             | VTV           | Hombre Nuevo    | 30 de maio de 2016      | 9 de novembro de 2016   | Segunda a Sexta  | 20:00      | [ 117 ] |
| Chile                | Canal 13      | Hombre Nuevo    | 20 de junho de 2016     | 8 de agosto de 2016     | Segunda          | 15:001     | [ 118 ] |
| Paraguai             | Paravisión    | Hombre Nuevo    | 3 de agosto de 2016     | 3 de janeiro de 2017    | Segunda a Sexta  | 20:00      | [ 119 ] |
| El Salvador          | TCS Canal 4   | Hombre Nuevo    | 22 de agosto de 2016    | 28 de fevereiro de 2017 | Segunda a Sexta  | 18:00      | [ 120 ] |
| Nicarágua            | Televicentro  | Hombre Nuevo    | 6 de fevereiro de 2017  | 7 de julho de 2017      | Segunda a Sexta  | 20:00      | [ 121 ] |
| China                | Canal Macau   | Geração Brasil  | 22 de março de 2017     | 15 de agosto de 2017    | Segunda a Sexta  | 22:10      | [ 122 ] |
| Portugal             | Globo Premium | Geração Brasil  | 15 de maio de 2017      | 1º de novembro de 2017  | Segunda a Sábado | 19:00      | [ 123 ] |
| Coreia do Sul        | TeleNovela    | 나우 제너레이션 | 7 de junho de 2017      | presente3               | Quarta a Sexta   | 08:002     | —       |
| Peru                 | ATV           | Hombre Nuevo    | Brevemente              | Brevemente              | Brevemente       | Brevemente | [ 124 ] |
| Mongólia             | TV5           | Brevemente      | Brevemente              | Brevemente              | Brevemente       | Brevemente | [ 125 ] |

↑1  Foi emitida somente pela web, em 13 capítulos por día.
↑2  Transferida para as 07:45 a partir do dia 28 de junho. Transferida para as 09:45 a partir do dia 22 de novembro. Transferida para as 07:00 a partir do dia 27 de dezembro.
↑3  Foi emitida até 13 de outubro de 2017 e voltou a ser transmitida em 22 de novembro de 2017.

## Repercussão
Na semana de estreia de Geração Brasil, telespectadores afirmaram terem visto supostas mensagens subliminares de conotação política no logotipo da novela. O nome estilizado G3R4Ç4O BR4S1L, com números no lugar de vogais, reproduziriam os números 40 e 45, do PSB e do PSDB, respectivamente. Ambos os partidos tinham candidatos à presidência da República nas eleições de 2014. O BR4S remeteria ao número do PSDB do candidato Aécio Neves e o 4O, ao 40 do PSB do candidato Eduardo Campos. O deputado estadual Carlos Bordalo do PT no Pará afirmou: "A Globo deu um jeito de ajudar o candidato do PSDB. Incluiu um 45 estilizado no nome da nova novela das sete. Para quem ele vai governar?", questionou. O ator global José de Abreu, eleitor declarado do PT, escreveu na internet: "Loucura! Trabalho lá há 32 anos, nada a ver". Para o consultor em marketing político Chico Santa Rosa não haveria mensagem alguma e disse que os eleitores do PT fazem uma especulação fantasiosa. "Eles vão acabar promovendo o PSDB. Todo mundo vai começar a ver ali o 45. É uma elucubração mental do [eleitor do] PT, que está desesperado porque vê a candidata perder muitos pontos". O vice-presidente nacional do PT, Alberto Cantalice, acusou a Globo de fazer "manipulação eleitoral", dizendo "Estamos acostumados com a manipulação da Globo. Esta, porém, foi um tiro no pé, porque as redes sociais estão desmascarando. Isso não passa de uma manipulação grosseira para influenciar o processo eleitoral". O partido iria acionar o Tribunal Superior Eleitoral contra a emissora.
Antes da estreia da telenovela, a Globo também havia registrado junto ao Instituto Nacional de Propriedade Industrial como G3R4Ç40 BR451L, trocando "S" por "5" e "O" por "0", mostrando o número do PSDB. O nome foi registrado em 27 de agosto de 2013 e custou R$ 475,00. Em resposta sobre o logo, a Globo disse que "a logo registrada no Inpi considerava o uso 100% da linguagem Leet, mas, ao trabalharmos a marca, percebemos que precisávamos deixá-la acessível também aos que não dominam essa linguagem". A Globo afirma também que "não procede em absoluto" a relação de uma mensagem subliminar se referindo ao PSB e PSDB, "A novela trata de tecnologia e a grafia do nome da novela é inspirada no alfabeto 'Leet', ou 'L33t', uma espécie de linguagem codificada dos hackers. É baseada na substituição de letras por símbolos e números para formar uma linguagem usada por hackers e usuários de jogos, mas se popularizou e é usada por diversas pessoas para se comunicarem online", informou a emissora.
Em relação à trama, a novela foi considerada frustrante pela Globo, quanto à repercussão. Segundo a crítica, a história não empolgou os telespectadores mais tradicionais e não repercutiu nem mesmo entre os internautas. A expectativa da emissora era que a trama alcançasse o mesmo sucesso de Cheias de Charme, da mesma dupla de autores, porém isso não aconteceu.

### Recepção da crítica
Nilson Xavier do UOL, destacou: "A direção apresentou um trabalho competente, que conferiu um ar “modernoso” à novela, que trata exatamente disso, da modernidade – tecnológica no caso. O público alvo parece ser a juventude antenada. [...] A língua falada também mistura o inglês e o português, e – o que é bom – sem traduções na sequência. Uma palavrinha aqui e outra ali que em nada compromete o entendimento. O sotaque americano forçado de Cláudia Abreu pode soar over, mas, se considerarmos que sua personagem (Pamela Parker) é toda over, exagerada, tons acima, está condizente – o que até lembra sua Chayene em “Cheias de Charme“. “Geração Brasil” é globalizada e de grande apelo popular. A abordagem ao universo das celebridades remeteu a “Sangue Bom” e “Celebridade”. Os mesmo autores de “Cheias de Charme” – como anunciava as chamadas de estreia – apostam na pegada jovem e moderna do trabalho anterior. “Geração Brasil”, diferente da novela que terminou sexta passada (“Além do Horizonte”) tem cara de novela das sete e trilha o conhecido, o que já foi testado e funcionou. Nenhum risco ou grande ousadia." 
Fernando Oliveira, do R7 disse: "Em suma, "Geração Brasil" é uma Babilônia de figuras interessantes e de grande apelo popular, caso dos papéis de Claudia Abreu, Lázaro Ramos e Luís Miranda, desde já um dos grandes destaques da estreia, na pele de Dorothy. Já Taís Araújo deve repetir o sucesso de Penha em sua última novela e roubar a cena. Outra que jamais passaria despercebida é Isabelle Drummond, que desde já pode ser apontada como grande aposta da Globo para o posto de protagonista nas próximas produções. Assim como Taís, é linda, carismática e talentosa. [...] A direção de Maria de Médicis e Natália Grimberg é ultra-arrojada, sem medo de abusar de efeitos jogados na tela, câmeras aceleradas ou lentas. Tudo aliado a uma trilha que une veteranos como Elza Soares e Ney Matogrosso a MC Guimê. Se mantiver este ritmo, "Geração Brasil" tem tudo para trazer de volta ao folhetim o público perdido nos últimos anos." 
Patrícia Villalba da VEJA, destacou: "Escrita por Filipe Miguez e Izabel de Oliveira, a novela das sete é um parque de diversões das referências pop de maior frescor a circular pelos meios de comunicação, misturadas e transformadas para dar forma a uma trama ágil, alegre e instigante. Usando alguns elementos já testados no trabalho anterior, Cheias de Charme, os autores voltam com uma nova carga de boas ideias, que sem dúvida resultaram em bons e promissores personagens." 
Raphael Scire, do Notícias da TV, falou: "Geração Brasil tem tudo para ser um sucesso, em especial porque fisga o telespectador em um ponto que ele sentia falta: o riso. O único cuidado que tem de tomar é o de criar uma identidade própria e não tentar a todo custo emular o sucesso de Cheias de Charme. Fôlego para isso a novela mostrou ter." 
Ricardo Feltrin da Folha de S.Paulo, comentou que todos os clichês modernos estavam presentes na novela; além de referências a filmes, que vão de Beleza Americana a Jobs, Angelina Jolie (atriz que faz caridade na África) e até mesmo ao Vídeo Show (com a narração em off no início da novela). Além disso relacionou mensagens de SMS na tela ao seriado House of Cards.
Vanessa Paes Barreto do Yahoo! Brasil, falou: "O elenco da nova novela pode até já ser velho conhecido do público, mas o mesmo não acontece com o tema central: a tecnologia. Além de diferente, a trama é atual e tem potencial para atrair a garotada mais antenada." 
Após o último capítulo da trama ser exibido, a colunista Nina Ramos, do Ig declarou que "faltou para Geração Brasil calcular a dose certa da modernidade", ou seja, as expressões modernas que se faziam presente no texto confundiam os telespectadores mais tradicionais e criavam uma barreira entre eles e a trama. Ela também diz que na trama faltou o "fator misterioso que emociona, que prende, que empolga e que nos faz querer esperar o dia seguinte para ver a próxima cena".

### Audiência
O primeiro capítulo de Geração Brasil registrou 24 pontos de audiência e 37% de participação. O índice se igualou ao do primeiro capítulo de sua antecessora, Além do Horizonte, que também registrou 24 pontos de média e 42% de share. Porém ficou abaixo de Sangue Bom e Guerra dos Sexos que obtiveram 28 pontos no primeiro dia de exibição. No segundo capítulo, continuou com a mesma audiência, liderando com 22 pontos na Grande São Paulo e 26 pontos no Rio de Janeiro.
No dia 10 de setembro registrou a pior audiência às quartas-feiras com 16,2 na Grande SP.
No dia 29 de outubro, em uma quarta, na reta final, o folhetim marcou 23 pontos de média.
O último capítulo da trama, segundo dados preliminares, cravou 22 pontos de média e 39% de share na Grande São Paulo. Já no Rio registrou 26 pontos. “Além do horizonte” tinha cravado 24 Pontos. Em São Paulo foi a terceira menor audiência de um desfecho de novela no horário, na média geral no Rio obteve 23 Pontos contra 20 da antecessora. A trama chegou ao fim com média geral de 19,4 pontos, sendo assim a pior audiência da história do horário das 19h até então, título esse que foi superado dez anos depois, por Fuzuê que fechou com 19,3.

## Música
Capa: Chandelly Braz
| N.º | Título                               | Música                               | Personagem         | Duração |  |
| 1.  | "País do Futebol"                    | MC Guimê com participação de Emicida | Abertura           | 02:28   |  |
| 2.  | "Caraca, Muleke!"                    | Thiaguinho                           | Locação Taquara    | 02:50   |  |
| 3.  | "Setevidas"                          | Pitty                                | Megan              | 04:13   |  |
| 4.  | "Proibida Pra Mim (Grazon)"          | Tiago Iorc                           | Davi e Manuela     | 03:43   |  |
| 5.  | "Não Consigo"                        | Ney Matogrosso                       | Pamela e Herval    | 04:06   |  |
| 6.  | "Vê Se Me Esquece"                   | Zélia Duncan                         | Marisa             | 03:11   |  |
| 7.  | "Tudo Tão Quieto (It's Oh So Quiet)" | Elza Soares                          | Dorothy            | 03:05   |  |
| 8.  | "Me Dê Motivo"                       | Adriana Calcanhotto                  | Jonas e Verônica   | 02:58   |  |
| 9.  | "Volte Para Mim"                     | Monique Kessous                      | Lara               | 02:33   |  |
| 10. | "Mon Amour, Meu Bem, Ma Femme"       | Fernanda Takai                       | Locação            | 03:14   |  |
| 11. | "Gaby Ostentação"                    | Gaby Amarantos                       | Luene              | 03:14   |  |
| 12. | "Fliperama"                          | Tom Zé                               | Locação            | 03:03   |  |
| 13. | "O Mistério do Fundo do Olho"        | Lula Queiroga                        | Locação            | 03:06   |  |
| 14. | "Na Menina dos Meus Olhos"           | Márcia Castro                        | Locação            | 02:31   |  |
| 15. | "Para Um Amor No Recife"             | DJ Dolores e Julia Konrad            | Manuela e Domênico | 02:48   |  |
| 16. | "Alma Sebosa"                        | Johnny Hooker                        | Barata             | 03:44   |  |
| 17. | "Kilo"                               | Bonde do Rolê                        | Shin-Soo           | 02:56   |  |
| 18. | "Escolha Já Seu Nerd"                | Os Seminovos                         | Nerds              | 03:13   |  |

A telenovela também contava com as seguintes canções:
- "Califórnia Dreamin", The Mamas and The Papas
- "Rise To The Sun", Alabama Shakes
- "Combat Lover", Nina Kinert
- "Team", Lorde
- "Come Get It Bae", Pharrell Williams com participação de Miley Cyrus
- "Bizarro Genius Baby", MC Frontalot
- "You & I (Nobody In The World)", John Legend
- "Sail", Awolnation
- "Sunshine On My Shoulders", Vanessa da Mata
- "Counting Stars", OneRepublic
- "Música", Bluebell
- "Chic", Le Freak
- "Not a Bad Thing", Justin Timberlake

## Prêmios e indicações
| Ano  | Prêmio                    | Categoria                        | Indicação                                         | Resultado | Ref.            |
| ---- | ------------------------- | -------------------------------- | ------------------------------------------------- | --------- | --------------- |
| 2014 | Meus Prêmios Nick         | Gata do Ano                      | Isabelle Drummond                                 | Venceu    |                 |
| 2014 | Prêmio Extra de Televisão | Melhor Ator Coadjuvante          | Luís Miranda                                      | Indicado  | [ 143 ]         |
| 2014 | Prêmio Extra de Televisão | Melhor Ator Coadjuvante          | Rodrigo Pandolfo                                  | Indicado  | [ 143 ]         |
| 2014 | Prêmio Extra de Televisão | Música de Novela                 | "País do Futebol" - (MC Guimê)                    | Indicado  | [ 143 ]         |
| 2014 | Prêmio Extra de Televisão | Ator/Atriz Mirim                 | Gabriel Palhares                                  | Indicado  | [ 143 ]         |
| 2014 | Prêmio Extra de Televisão | Figurino                         | Gogoia Sampaio                                    | Indicado  | [ 143 ]         |
| 2014 | Melhores do Ano           | Melhor Ator de Novela            | Murilo Benício                                    | Indicado  | [ 144 ]         |
| 2014 | Melhores do Ano           | Melhor Atriz de Novela           | Cláudia Abreu                                     | Venceu    | [ 144 ]         |
| 2014 | Melhores do Ano           | Melhor Ator Coadjuvante          | Lázaro Ramos                                      | Indicado  | [ 144 ]         |
| 2014 | Melhores do Ano           | Melhor Ator Coadjuvante          | Luís Miranda                                      | Indicado  | [ 144 ]         |
| 2014 | Melhores do Ano           | Melhor Atriz Revelação           | Chandelly Braz                                    | Indicado  | [ 144 ]         |
| 2014 | Prêmio Quem de Televisão  | Melhor Ator                      | Murilo Benício                                    | Indicado  | [ 145 ]         |
| 2014 | Prêmio Quem de Televisão  | Melhor Atriz                     | Cláudia Abreu                                     | Venceu    | [ 145 ]         |
| 2014 | Prêmio Quem de Televisão  | Melhor Atriz                     | Taís Araújo                                       | Indicado  | [ 145 ]         |
| 2014 | Prêmio Quem de Televisão  | Melhor Ator Coadjuvante          | Lázaro Ramos                                      | Indicado  | [ 145 ]         |
| 2014 | Prêmio Quem de Televisão  | Melhor Ator Coadjuvante          | Luís Miranda                                      | Indicado  | [ 145 ]         |
| 2014 | Prêmio Quem de Televisão  | Melhor Autor                     | Filipe Miguez e Izabel de Oliveira                | Indicado  | [ 145 ]         |
| 2014 | Prêmio F5                 | Ator do Ano (novela)             | Murilo Benício                                    | Indicado  | [ 146 ]         |
| 2014 | Prêmio F5                 | Ator Coadjuvante do Ano (novela) | Luís Miranda                                      | Indicado  | [ 147 ]         |
| 2015 | Emmy Awards Digital       | Programa de ficção               | Geração Brasil                                    | Indicado  | [ 148 ] [ 149 ] |
| 2015 | Prêmio Contigo! de TV     | Melhor Autor de Novela           | Filipe Miguez Izabel de Oliveira                  | Indicado  | [ 150 ] [ 151 ] |
| 2015 | Prêmio Contigo! de TV     | Melhor Atriz de Novela           | Cláudia Abreu                                     | Indicado  | [ 150 ] [ 151 ] |
| 2015 | Prêmio Contigo! de TV     | Melhor Ator de Novela            | Lázaro Ramos                                      | Indicado  | [ 150 ] [ 151 ] |
| 2015 | Prêmio Contigo! de TV     | Melhor Ator Coadjuvante          | Luís Miranda                                      | Venceu    | [ 150 ] [ 151 ] |
| 2015 | Prêmio Contigo! de TV     | Melhor Ator Infantil             | Gabriel Palhares                                  | Indicado  | [ 150 ] [ 151 ] |
| 2015 | Prêmio Contigo! de TV     | Melhor Diretor de Novela         | Denise Saraceni Maria de Médicis Natalia Grimberg | Indicado  | [ 150 ] [ 151 ] |